# محكمة الشعب (مصر)
- محكمة الشعب هي محكمة أنشأتها ثورة 23 يوليو في مصر برئاسة جمال سالم
- تم تأسيسها في 1 نوفمبر 1954 بعد آربعة أيام من حادث المنشية الذي قيل أن الإخوان حاولوا فيه قتل عبد الناصر ونشرت الأهرام القاهرية خبر تأسيسها في صدر عددها الصادر في 2 نوفمبر

## تشكيل المحكمة
الرئيس: قائد جناح جمال مصطفي سالم
عضوية: قائمقام أنور السادات (عضو يمين)
عضوية: بكباشي حسين الشافعي (عضو شمال)

## اختصاص المحكمة
- الأفعال التي تعتبر خيانة للوطن أو ضد سلامته أو ضد نظام الحكم أو الأسس التي قامت عليها الثورة.
- قيل أنها شهدت كثيراً من الأحداث الغريبة حيث أن رئيسها لم يدرس القانون فضلاً عن أن المادة السابعة في قانون إنشائها نصت علي أن  أحكام هذه المحكمة نهائية ولا تقبل الطعن بأي طريقة من الطرق وأمام أي جهة من الجهات " بينما جاءت المادة الخامسة لتحدد زمن الفصل في القضية ب 48 ساعة فقالت " ولا يجوز تأجيل القضية أكثر من مرة واحدة ولمدة لا تزيد عن 48 ساعة للضرورة القصوي "

## شهادة ريتشارد ميتشل في رئيس المحكمة
يقول ريتشارد ميتشل في كتابه الإخوان المسلمون الصادر عن مكتبة مدبولي عام 1977 : «أما رئيس المحكمة جمال سالم فقد كان تصرفه أقرب إلي تصرف المدعي العام: كان يقاطع دون تحرج إجابات الشهود إذا لم تعجبه وكان يضع الكلمات في أفواههم فيتقول عليهم ما لم يقولو وكان أحياناً يستعمل التهديد ليفرض عليهم الإجابة التي يريدها»

## أشهر من صدرت بحقهم أحكام
الحكم بالإعدام علي: 
- محمود عبد اللطيف، يوسف طلعت، إبراهيم الطيب، هنداوي دوير، محمد فرغلي، عبد القادر عودة، وحسن الهضيبي، وسيد قطب

## مواضيع متعلقة
- قضاء استثنائي
- المحاكم العسكرية المصرية
- محكمة الثورة
- محكمة الغدر

## وصلات خارجية "
مهزلة اسمها محكمة الشعب.. بقلم الدكتور جابر قميحة